# Saccodomus formivorus
Saccodomus formivorus là một loài nhện trong họ Thomisidae.
Loài này thuộc chi Saccodomus. Saccodomus formivorus được William Joseph Rainbow miêu tả năm 1900.